# Cytidinemonofosfaat
Cytidinemonofosfaat of CMP (ook cytidylzuur genoemd) is een ribonucleotide die is opgebouwd uit het nucleobase cytosine, het monosacharide ribose en een fosfaatgroep. Het wordt gevormd door de hydrolyse van cytidinedifosfaat (CDP). Cytidinemonofosfaat is een van de bouwstenen van RNA.
Cytidinemonofosfaat kan beschouwd worden als een zwak zuur, met volgende zuurconstanten:
- pKa1 = 0,8
- pKa2 = 4,5
- pKa3 = 6,3

## Metabolisme
Cytidinemonofosfaat kan gefosforyleerd worden tot cytidinedisfosfaat (CDP) voor het enzym CMP-kinase. Hierbij staan adenosinetrifosfaat of guanosinetrifosfaat een fosfaatgroep af door hydrolyse. Aangezien cytidinetrifosfaat (CTP) kan gevormd worden door aminering van uridinetrifosfaat (UTP), is de grootste bron van CMP het RNA dat afgebroken worden door bijvoorbeeld ribonuclease.

## Biochemische functies
Cytidinemonofosfaat wordt gebruikt om het monosacharide mannose te activeren in het metabolisme.